# アフマド・アリー・ハーン
アフマド・アリー・ハーン（Ahmad Ali Khan, 1795年 - 1824年10月30日）は、東インドのベンガル太守 （在位：1821年 - 1824年）。イフティシャーム・ウッダウラ（Ihtisham ud-Daula）とも呼ばれる。

## 生涯
1795年、ベンガル太守バーバル・アリー・ハーンの次男として生まれた。
1821年8月6日、兄である太守ザイヌッディーン・アリー・ハーンが死亡し、アフマド・アリー・ハーンが太守位を継承した。同年8月10日、この継承はイギリスに追認された。
1824年10月30日、アフマド・アリー・ハーンは死亡し、息子のムバーラク・アリー・ハーン2世が太守位を継承した。